# ヘルミーネ・フントゥゲボールト
ヘルミーネ・フントゥゲボールト（Hermine Huntgeburth、1957年11月13日 - ）は、ドイツの映画監督。

## 作品
- リトル・ウィッチ ビビと魔法のクリスタル
- 交際欄の女